# Kaila kowali
Kaila kowali är en insektsart som beskrevs av Irena Dworakowska 1974. Kaila kowali ingår i släktet Kaila och familjen dvärgstritar. Inga underarter finns listade i Catalogue of Life.